# 松平信行 (旗本)
松平 信行（まつだいら のぶゆき）は、江戸時代中期から後期の旗本（寄合）。堅綱系大河内松平家6代。石高は1000石。

## 生涯
延享3年（1746年）に旗本・関盛時の次男として江戸で生まれる。松平信成の養子となり 、明和6年（1769年）12月22日に初めて将軍家治に御目見する。安永5年（1776年）9月11日に西丸小納戸となり、12月16日に布衣の着用を許される。安永8年（1779年）4月18日に寄合に列する。
安永9年（1780年）4月5日に家督を相続する。11月24日に徒頭、寛政4年（1792年）9月25日に御先鉄砲頭、寛政8年（1796年）2月26日に小普請奉行となる。9月13日、従五位下・淡路守に叙任される。享和2年（1802年）6月21日に勘定奉行（公事方）となる。文化9年（1812年）11月24日に西丸旗奉行となる。
文政4年（1821年）10月23日に死去した。享年76。